# Музей історичних горщиків і унітазів
Музей історичних горщиків і унітазів представляє віртуальний тур колекцією історичних горщиків і унітазів з різних частин світу, яка є найбільшою у своєму роді у світі. Тут представлено близько 2000 експонатів, серед яких горщики, унітази, листівки, картини та різноманітні цікавинки, такі як туалетні мініатюри, блошині пастки та предмети особистої гігієни.
У колекції представлені горщики, виготовлені для Наполеона Бонапарта, Титаніка, китайського імператора Цяньлуна, а також для спальні Білого дому, яку займав Авраам Лінкольн. Експонати різноманітні за матеріалом і формою, в тому числі з чистого срібла, а один камерний горщик зроблений з військового шолома Вермахту. У музеї також експонуються весільні горщики, в які молодята у Франції після шлюбної ночі кладуть різні солодощі, або горщики з гральним автоматом, жіночі горщики-бурдалу (у формі каструлі) та інші туалетні цікавинки. Ви також можете побачити історичні унітази зі зливним бачком, копія історичного необарокового кам'яного туалету, туалетний папір і мило. Тут також представлено графіки історії та розвитку туалетів.
Цей нетрадиційний музей був створений у Тржеботовській фортеці, яку подружжя Седлачек реконструювало і виявило два середньовічні туалети. З 2005 року вони почали займатися тематикою та колекціонуванням і 10 жовтня 2010 року відкрили музей у фортеці. Потім у 2014 році вони перевезли його до Праги, де він працював спочатку на вулиці Вишеградській, а потім на вулиці Михальській до 28 лютого 2018 року. Зараз колекція знаходиться в празькому депозитарії, готова до передачі в користування іншим установам та дослідницької діяльності. Всі експонати представлені в новому віртуальному турі та електронному музеї.